# Ateuchosaurus
Az Ateuchosaurus  a hüllők (Reptilia) osztályába a  pikkelyes hüllők (Squamata) rendjébe a gyíkok (Sauria)  alrendjébe és a  vakondgyíkfélék (Scincidae) családjába  tartozó nem

## Rendszerezés
A nembe az alábbi 2 faj tartozik.
- Ateuchosaurus chinensis
- Ateuchosaurus pellopleurus